# Edom (Marte)
Edom  è una caratteristica di albedo della superficie di Marte.